# Kati Sundqvist
Kati Sundqvist född 15 februari 1975 är en finländsk före detta längdåkare gift Venäläinen. Hon har en silvermedalj från hemma-VM i Lahtis 2001 i sprint. I världscupen har hon som bäst varit trea i en sprinttävling i Stockholm 2000.
Sundqvist har deltagit i olympiska vinterspelen 1998, 2002 och 2006.